# Sungold Hill
Sungold Hill är en kulle i Antarktis. Den ligger i Västantarktis. Argentina, Chile och Storbritannien gör anspråk på området. Toppen på Sungold Hill är 860 meter över havet, eller 395 meter över den omgivande terrängen. Bredden vid basen är 3,4 km.
Terrängen runt Sungold Hill är varierad. Havet är nära Sungold Hill åt sydost. Trakten är obefolkad. Det finns inga samhällen i närheten. 